# Arthur Dietrich (Politiker)
Arthur Dietrich  (* 19. Mai 1875 in Scheibenberg; † 26. Oktober 1932 in Naumburg (Saale)) war von 1913 bis 1932 Oberbürgermeister in Naumburg (Saale).

## Werdegang
Dietrich studierte in den Jahren von 1895 bis 1898 Staats- und Rechtswissenschaften in Leipzig. Im Jahr 1903 wurde er Hilfsrichter in Oschatz, entschied sich dann aber für den Kommunaldienst und wechselte als Rechtsassessor in die Stadtverwaltung von Leipzig. In den Folgejahren war er Stadtrat in Merseburg und Beigeordneter in Mülheim an der Ruhr, bis er schließlich am 21. August 1912 als Bürgermeister von Naumburg gewählt wurde. Die Amtseinführung erfolgte am 17. März 1913. Dietrich war Nachfolger von Emil Kraatz im Amt des Oberbürgermeisters in Naumburg.
In diesem Amt hatte er schlechte Startbedingungen, denn 1914 begann der Erste Weltkrieg. Dennoch konnte er mit der Errichtung des Oberlandesgerichtes Naumburg (1914–1916) einen wichtigen Erfolg verbuchen. Nach 1918 waren die Unruhen in Deutschland mit der Novemberrevolution, die auch Naumburg nicht unberührt ließen, hinderlich. Der Kapp-Putsch 1920 und die Inflation in Deutschland erwiesen sich ebenfalls als hemmend für die Stadtentwicklung. Während des Kapp-Putsches wurde Dietrich als Imponderabilist bezeichnet. Dietrich dürfte als Konservativer zu bezeichnen sein.
Dietrich vergab an Max Klinger den Auftrag für den Abundantia-Brunnen und war auch bei der Einweihung des Jägerdenkmals zugegen. In seine Amtszeit fiel zudem die Weltwirtschaftskrise, so dass der wirtschaftliche Aufschwung Naumburgs stagnierte. Anlässlich des 900-jährigen Jubiläums der Stadt Naumburg veröffentlichte er im Naumburger Tageblatt am 1. Januar 1928 den Aufsatz Das 900jährige Naumburg. Eine verfassungsgeschichtliche und kommunalgeschichtliche Betrachtung des Stadtgebietes, in dem er unter Berufung auf den Generalsiedlungsplan 1928 Naumburg „… die Rolle einer gesunden Wohnstadt am Rande der industrialisierten Gebiete“ zuwies. Naumburg wurde in dieser Zeit durch das Siedlungsviertel vom nördlichen Altstadtrand bis zur Eisenbahn hin erweitert. Sein Nachfolger als Oberbürgermeister war von 1933 bis 1940 Friedrich Uebelhoer (1883–?).